# Jinsekikōgen (Hiroshima)
Jinsekikōgen (神石高原町 Jinsekikōgen-chō?) es un pueblo localizado en la prefectura de Hiroshima, Japón. En junio de 2019 tenía una población estimada de 8.383 habitantes y una densidad de población de 21,9 personas por km². Su área total es de 381,98 km².

## Geografía

### Localidades circundantes
- Prefectura de Hiroshima
  - Fuchū
  - Fukuyama
  - Shōbara

## Demografía
Según los datos del censo japonés, esta es la población de Jinsekikōgen en los últimos años.
| Año del censo | Población |
| ------------- | --------- |
| 1995          | 13.218    |
| 2000          | 12.512    |
| 2005          | 11.590    |
| 2010          | 10.350    |
| 2015          | 9.217     |